# Consistórios de Lúcio III
O Papa Lúcio III criou quinze novos cardeais .

## 21 de maio de 1182[2]
1. Pedro de Cardona ,[3] arcebispo eleito de Toledo  - cardeal-presbítero de São Lourenço em Dâmaso, † 26 de junho de 1182
2. Hugo Etherianis[4]  - cardeal-diácono de Santo Ângelo em Pescheria, † agosto de 1182

## 17 de dezembro de 1182[5]
1. Bobo[6] - cardeal-diácono de Santo Ângelo em Pescheria, então (12 de março de 1188) cardeal-presbítero de Santa Anastácia, finalmente (maio 1189) cardeal-bispo de Porto e Silva Candida, † 1189
2. Ottaviano Poli dei conti di Segni[7]  - cardeal-diácono da Santos Sérgio e Baco, então (maio 1189) cardeal-bispo de Óstia e Velletri, † 5 de abril de 1206
3. Gerardo[8]  - cardeal-diácono de S. Adriano, † 1208
4. Soffredo[9]  - cardeal-diácono de Santa Maria em Via Lata, então (20 de fevereiro de 1193) cardeal-presbítero de Santa Praxedes, † 14 de dezembro de 1210
5. Albino ,[10] Can.Reg. - cardeal-diácono de S. Maria Nuova, então (15 de março de 1185) cardeal-presbítero de Santa Cruz de Jerusalém, finalmente (maio 1189) cardeal-bispo de Albano, † 1196
6. Pandolfo[11]  - cardeal-presbítero dos Santos Doze Apóstolos, † ca.1210
7. Uberto Crivelli[12]  - cardeal-presbítero de São Lourenço em Dâmaso, desde 9 de janeiro de 1185 também arcebispo de Milão , tornou-se o Papa Urbano III (25 de novembro de 1185). † 20 de outubro de 1187

## 1184
1. Thibaud ,[13] OSBCluny, abade de Cluny - cardeal-bispo de Óstia e Velletri, † 4 de novembro de 1188

## 15 de março de 1185[14]
1. Melior,[15] camerlengo da Santa Igreja Romana  - cardeal-presbítero de São João e São Paulo, † 1197
2. Adelardo Cattaneo[16]  - cardeal-presbítero de São Marcelo, então (novembro 1188) bispo de Verona e cardinalis Sancte Romane Ecclesie , † antes de outubro de 1214
3. Rolando ,[17] bispo eleito de Dol  -cardeal-diácono de S. Maria em Portico, † pouco antes de 19 de dezembro de 1187
4. Pietro Diana[18]   - cardeal-diácono de São Nicolau no Cárcere, então (12 de março de 1188) cardeal-presbítero de Santa Cecília, † 1206
5. Radulf Nigellus[19]   - cardeal-diácono de São Jorge em Velabro, dann (12 de março de 1188) cardeal-presbítero de Santa Praxedes, † 30 de dezembro de 1188